# Bohaterstwo polskiego skauta
Bohaterstwo polskiego skauta – polski film niemy z 1920 roku, opowiadający o wojnie polsko-bolszewickiej. Film nie zachował się do naszych czasów.

## Obsada
- Kazimierz Junosza-Stępowski – porucznik Janicki
- Włodzimierz Macherski – skaut Janek
- Laura Duninówna – matka Janka
- Edmund Gasiński – niemiecki komendant miasta
- Jadwiga Smosarska – Hanka
- Feliks Norski – komisarz
- A. Chmielewski – komisarz